# Sancho Ordonhes (conde)
Sancho Ordonhes (em castelhano: Sancho Ordóñez; fl. 1042–1080[a]–c), foi um conde que viveu no século XI. O seu pai foi Ordonho Bermudes, filho ilegítimo do rei Bermudo II, e a sua mai foi Fronilde Pais, também membro da alta nobreza como uma das filhas do conde Paio Rodrigues e de Gotina Fernandes de Cea, filha do conde Fernando Bermudes e irmã de Jimena, rainha de Pamplona e a mai do rei Sancho Garcês III..

## Biografia
Foi nomeado conde entre 1059 e 1061 quando aparece com o título em várias transações famíliares e cartas régias, como uma datada de 1061 no Mosteiro de Samos quando confirmou como  Sanctius proles Ordonii comes.  O conde Sancho foi membro da cúria régia de seus primos o rei Fernando I e Sancha de Leão e em 1059 confirmou uma transaçõe privada entre estos monarcas e Fronilde Ovéquiz.[b] Também confirmou documentos do rei Afonso VI, incluindo uma datada em 1071 quando confirmou como Sancio Ordoniz comes uma doação do rei a Velasco Vela, e em 1073 no Mosteiro de Samos quando o rei o nomeou um dos juízes encarregados de resolver um litígio entre o abade do mosteiro e Ero Pais (Peláez). Em 1077, doou umas propriedades em Villarín de Campos que tinha herdado do seu avô Paio Rodrigues à Catedral de Leão.

### Matrimónio e descendência
Antes de 1082, o conde casou com Onecca (também Onega) Ovéquiz, filha do conde Oveco Bermudes e a sua esposa Elvira Soares, e irmã dos condes Bermudo, Vela, e Rodrigo Ovéquiz. Deste matrimónio nasceram: 
- Oveco Sanches (m. c. 1116), conde e o esposo de Elo Alvares, com descendência;[8]
- Bermudo Sanches,[9] mencionado por a sua mãe e irmão Vela num documento da Catedral de Lugo;
- Vela Sanches (morreu antes de 1109);[6][c]
- Fronilde Sanches (morreu antes de 1108),[d] esposa do conde Nuno Vasques, com descendência;
- Jimena Sanches,[6] que aparece em 10 de agosto de 1093 como freira no mosteiro cisterciense de São Salvador em Ferreira de Pantón. A sua filiação é atestada num documento de 26 de janeiro de 1108 confirmado por o rei Afonso VI e vários bispos.[10]

## Bibliography
- Fernández de Viana y Vieites, José Ignacio (1994). Colección Diplomática del Monasterio de Santa María de Ferreira de Pantón. Lugo: Excma. Diputación Provincial. ISBN 84-8192-061-4
- López Morán, Enriqueta (2005). «El monacato femenino gallego en la Alta Edad Media (Lugo y Orense) (Siglos XIII al XV)» (PDF). A Coruña: Asociación Cultura de Estudios Históricos de Galicia. Nalgures (em espanhol) (II): 49-142. ISSN 1885-6349. Consultado em 3 de junho de 2015. Arquivado do original (PDF) em 6 de fevereiro de 2011
- Salazar y Acha, Jaime de (1989). «El conde Fernando Peláez, un rebelde leonés del siglo XI». Anuario de Estudios Medievales (AEM) (em espanhol) (19): 87-98. ISSN 0066-5061
- Salazar y Acha, Jaime de (1985). «Una Familia de la Alta Edad Media: Los Velas y su Realidad Histórica». Estudios Genealógicos y Heráldicos) (em espanhol). [S.l.]: Asociación Española de Estudios Genealógicos y Heráldicos. ISBN 84-398-3591-4
- Sánchez Candeira, Alfonso (1999).  Rosa Montero Tejada (edición patrocinada por Fundación BBV, Fundación Ramón Areces, Caja Madrid Fundación), ed. Castilla y León en el siglo X, estudio del reinado de Fernando I (em espanhol). Madrid: Real Academia de la Historia. ISBN 978-84-8951241-2
- Torres Sevilla-Quiñones de León, Margarita Cecilia (1999). Linajes nobiliarios de León y Castilla: Siglos IX-XIII (em espanhol). Salamanca: Junta de Castilla y León, Consejería de educación y cultura. ISBN 84-7846-781-5